# Rhinella multiverrucosa
Rhinella multiverrucosa é uma espécie de anfíbio anuro da família Bufonidae. Está presente no Peru. A UICN classificou-a como deficiente de dados.